# Campagna di Nadir in Asia centrale
Alla metà delLE DUE UVA XVIII secolo l'Impero persiano di Nadir Shah si imbarcò nella conquista ed annessione dei khanati di Bukhara e Khiva. I primi combattimenti vennero combattuti alla fine degli anni '30 del Settecento dal figlio di Nadir Shah e viceré Reza Qoli Mirza che ottenne una serie di vittorie in questo teatro mentre Nadir era impegnato con l'invasione dell'India a sud. Le invasioni di Reza Qoli di Khiva irritarono il khan di Ilbars, leader di Khiva. Mentre Ilbars cercò di tramare per creare un contrattacco, il figlio di Nadir riuscì ad avere la meglio e tornò vittorioso verso Delhi per unirsi anch'egli alla campagna del padre.
Dopo aver annesso Khiva giustizil Ilbars e lo rimpiazzò con Abu ol-Fayz Kha, che Nadir reputava essere più favorevole alla propria sovranità. Il conflitto si concluse con uno straordinario trionfo persiano sui khanati dell'Asia centrale che, assieme all'annessione dell'India settentrionale, l'Impero di Nadir superò quello di tutti i suoi predecessori, persino dell'epoca antica.

## La conquista di Bukhara
Negli anni 1734-35 Ilbārs Khan inviò una squadra di turkmeni in un raid contro il Khorasan, i quali saccheggiarono i curdi Čamešgezek nella regione delle montagne Ālā Dāḡ e di Samalqān, ma vennero infine sconfitti dall'esercito persiano. Nel 1737, quando Reza Qoli Mirza Afshar, figlio di Nadir Shah e viceré dell'impero, marciò contro Bukhara dopo aver sottomesso i capi di Balḵ e Andḵuy, Abu’l-Fayż Khan, il governatore di Bukhara, si appellò a Ilbārs Khan per ottenere aiuti e quest'ultimo usci dalla Transoxania col suo esercito che comunque a metà strada invertì la rotta nel timore di confrontarsi con Reżāqoli. Nel 1738, Ilbārs Khan cercò di invadere il Khorasan ma si ritirò dopo aver razziato alcune località a sud di Abivard.
Nadir Shah intendeva invadere il Turkestan. Quest'azione richiedeva come prima la costruzione di un ponte sul fiume Oxos, largo abbastanza per farvi passare due cammelli carichi assieme. Quest'opera venne portata a compimento in 45 giorni e Nadir ordinò alle sue truppe di costruire due fortificazioni su ciascuna sponda del fiume, ciascuna con 5000 soldati. Dopo questi preparativi, l'esercito persiano al comando di Nadir Shah si diressero verso Bukhara per assaltare la città malgrado la fatica del viaggio. Nadir Shah posizionò il suo esercito completamente al proprio comando. I persiani aprirono il fuoco sugli uzbeki con cannoni e mortai oltre agli schioppi degli jazāyerchi. Gli uzbeki rimasero scioccati da questo attacco e molti di loro abbandonarono il campo. Dopo la battaglia 30 000 soldati uzbeki erano rimasti a combattere.

## La battaglia di Petnak
Nel 1740, Nadir Shah, dopo la conquista di Bukhara, si rivolse verso Ḵᵛārazm ed inviò un'ambasceria a Ilbārs chiedendone la sottomissione; gli ambasciatori, per tutta risposta, vennero fatti arrestare e giustiziati per ordine di Ilbārs Khan. Nadir Shah decise quindi di avanzare e si scontrò con l'esercito di Kiva nella battaglia di Petnak al confine meridionale di Ḵᵛārazm. La battaglia successiva vide Nadir Shah di fronte all'esercito di Ilbâres Khan, emiro di Khwarazm, che includevano 30 000 cavalieri uzbeki e turkmeni. Nella battaglia, l'esercito persiano attraverso l'Oxos e si gettò all'azione contro Ilbâres Khan. Dopo un breve ma sanguinoso confronto tra i due eserciti, quello di Khwarazm iniziò a collassare. In molte occasioni Ilbârs Khan radunò il suo esercito, ma venne sconfitto ogni volta ed alla fine dovette soccombere. A questo punto e dopo otto mesi di campagna, l'esercito persiano aveva ormai percorso 3000 chilometri. Ilbārs Khan, assediata la città di Ḵānqāh, si arrese a Nādir Shah e venne giustiziato assieme ad altri venti suoi emiri (secondo alcuni racconti questi vennero bruciati vivi). Le escursioni vennero ordinate da Nadir Shah come vendetta per la morte dei suoi ambasciatori, su richiesta dei loro eredi.

## La rivolta dei khanati contro l'Impero persiano
La Persia ottenne una influenza senza precedenti nella regione come conseguenza delle campagne di Nadir. Malgrado tutto scoppiò nell'area una rivolta contro l'esercito persiano che tentava di minare il controllo dello scià sulla regione. La regione venne riappacificata poco dopo e tale rimase sino al collasso dell'Impero.